# Enfield
Enfield

Vist i Greater London
| Status                | Distrikt           |
| Areal:                | 1254 km²           |
| Befolkning:           | ca. 141.000 (2002) |
| Befolkningstæthed:    | 112 pr. km²        |
| ONS-kode:             |                    |
| Adm. center:          | Enfield Town       |
| Adm. grevskab:        | Greater London     |
| Ceremonielt grevskab: | Greater London     |
|                       |                    |
| Region:               | Greater London     |
|                       |                    |

Enfield (officielt: The London Borough of Enfield) er den nordligste af Londons bydele. Den blev oprettet ved at den gamle kreds Enfield blev slået sammen med Southgate og Edmonton. Området er vokset til en stor forstad med gode transportforbindelser ind til det centrale London.
Middlesex University har tre campuser i distriktet: Enfield, Cat Hill og Trent Park.
I romersk tid var Enfield forbundet med London via Ermine Street, vejen mellem London og York. Fund gjort i det 20. århundrede viser at der var romerske bosætninger i områderne som i dag hedder Edmonton og Bush Hill Park.
i 790 gav kong Offa af Mercia området omkring Edmonton til St. Albans Abbey. Området blev strategisk vigtigt da danerne tog kontrol over East Anglia. Befæstninger blev rejst under Alfred den store, så at man kunne klare at holde danerne syd for floden Lee.
Både Enfield og Edmonton nævnes i Domesday Book (1086). Enfield havde da 400 indbyggere, mens Edmonton havde 300. Enfield havde også en parc, et stort skovklædt jagtområde.

## Steder i Enfield
- Arnos Grove
- Botany Bay, Bowes Park, Bulls Cross, Bush Hill Park
- Clay Hill, Cockfosters, Crews Hill
- Edmonton, Enfield Chase, Enfield Highway, Enfield Lock, Enfield Town, Enfield Wash
- Forty Hill, Freezywater
- Grange Park
- Hadley Wood
- Lower Edmonton
- New Southgate
- Oakwood
- Palmers Green, Ponders End
- Southgate
- Upper Edmonton
- Winchmore Hill, World's End

51°39′17″N 0°04′47″V / 51.6547°N 0.0797°V